# 稲尾和久
稲尾 和久（いなお かずひさ、1937年6月10日 - 2007年11月13日）は、大分県別府市出身のプロ野球選手（投手）・コーチ・監督、解説者・評論家。血液型はB型。

## 概要
昭和30年代のパ・リーグを代表する本格派投手。大下弘・中西太・豊田泰光らと共に、西鉄ライオンズの3年連続日本一（1956年 - 1958年）を成し遂げるなど、「野武士軍団」と呼ばれた西鉄黄金時代の中心選手として活躍した。連投・多投の中で好成績を挙げたことから「鉄腕」の異名で呼ばれ、特に1958年の日本シリーズではチームが3連敗したあとで4連投4連勝して日本一を達成し、「神様、仏様、稲尾様」と賞賛された。
1961年に記録したシーズン42勝は、ヴィクトル・スタルヒンと並ぶNPBタイ記録。また、NPB最多タイ記録となる投手三冠王を2回達成。NPB最多記録の最優秀防御率5回、パ・リーグ最多タイ記録の最多勝利4回・ベストナイン（投手）を5回受賞するなど、NPBで合計22個のタイトル（14個）・主要表彰（8個）を獲得した。日本シリーズには通算4回出場し日本シリーズ最多タイの通算11勝を挙げている。
1969年限りで引退すると、黒い霧事件に揺れる西鉄の監督に就任し、太平洋への球団売却にかけてチームが激動する中で5年間監督を務める。その後は中日コーチを歴て、1984年からロッテ監督を務め2年連続で2位に付けた。1993年に野球殿堂入り。

## 経歴

### プロ入り前
1937年に大分県別府市北浜に7人兄弟の末っ子に生まれる。父・久作は漁師で、母・カメノは久作が釣った魚を売り歩き生計を立てていたが、行商中に産気づいて和久を産んだ。漁師を継がせたいと考えていた父親の意向で、1944年に北国民小学校に入学すると、稲尾は父に連れられて伝馬船に乗り、艪を仕込まれた。稲尾は幼少時代について、「薄い板一枚隔てて、下は海。いつ命を落とすか分からない小舟に乗る毎日だったが、おかげでマウンドでも動じない度胸がついた」と語っている。また、強靭な下半身はこの漁の手伝いによって培われた。
1949年の第20回都市対抗野球大会で、監督兼選手・西本幸雄が率いる別府市に本拠地を置く実業団チーム・星野組は全国制覇し、オープンカーで市内をパレードした。観衆の中には少年時代の稲尾がいた。稲尾は「星野組はスターだった」と回顧しており、星野組のエースである荒巻淳に憧れて野球選手を目指すようになった。1950年に中部中学校に入学すると野球部に入部し、1年生の秋には捕手のレギュラーとなる。中学時代はのちに西鉄に同期入団する、東部中学校（日田）の畑隆幸と対戦し完封を喫した。なお、中学時代は生徒会長を務めている。
1953年に大分県立別府緑丘高等学校に入学。高校の4年先輩には後にプロで同僚となる河村久文がいた。当初は捕手であったが、1年生の秋に投手に転向し、2年生の夏にはエース兼四番となる。1954年秋季九州大会県予選では準決勝に進出し、エース田中喜八郎を擁する津久見高に0-1で完封負け。翌1955年夏の甲子園県予選では、準々決勝で上野丘高校から17三振を奪って勝ち上がる。しかし、準決勝で阿南潤一のいた佐伯鶴城高に2-3と惜敗し、東九州大会には進めなかった。

### 西鉄ライオンズ入団

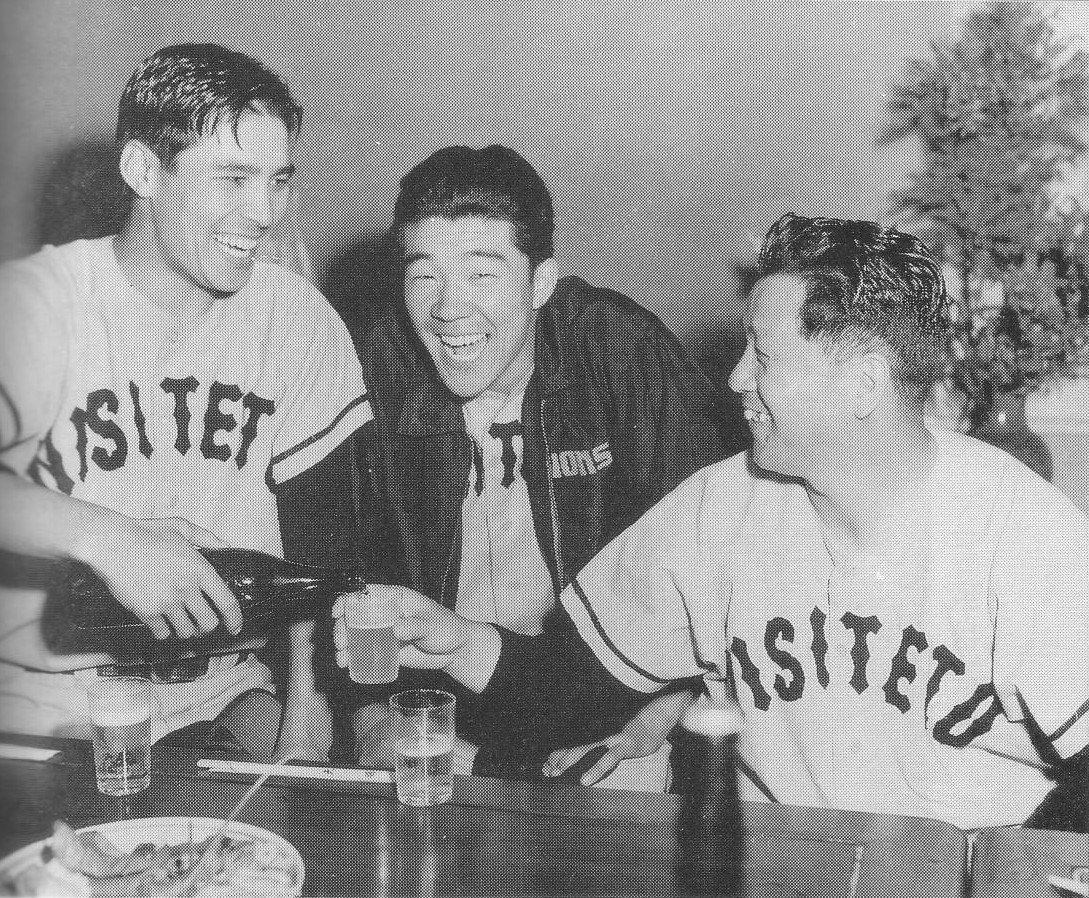
1956年の日本シリーズ制覇。豊田泰光（左）、三原脩（右）とともに祝杯を挙げる

高校2年生の秋にスカウト・石川正二が、冬には監督・鶴岡一人が接触してくるなど、早くから南海ホークスが稲尾の獲得に動く。臼杵高等学校の和田博美の勧誘のために別府に宿泊していたスカウト・竹井潔が南海の動きを知って、西鉄ライオンズも稲尾の獲得に乗り出した。稲尾は南海と契約寸前まで話が進んだが、父・久作の「大阪に行くよりも、何かあればすぐに戻って来られる九州の方がいい」という言葉や、西鉄に高校の先輩である河村がいたこともあり、西鉄入団を決意した。このとき河村は西鉄経営陣に稲尾獲得を進言したとも言われている。
1956年に西鉄ライオンズに入団。契約金50万円、月給35,000円であった。入団当初は注目されておらず、監督の三原脩も「稲尾は打撃投手として獲得した」と公言していた。実際、島原キャンプでは中西太・豊田泰光・高倉照幸ら主力打者相手の打撃投手を務めており、口の悪い豊田からは「手動式練習機」とも呼ばれていた。打撃練習の際、打者によっては3球に1球ボール球を投げるように指示される（ストライクを投げ続けていると打者が打ち疲れてしまうため）。稲尾はこのボール球をストライクゾーンのコーナーギリギリを外れるように狙って投げる練習をし、制球力を磨いた。キャンプ後半になると、次第に稲尾の内角球に差し込まれて打者が打ち取られる場面が増えてきたため、中西と豊田が三原に「稲尾を使ってみてほしい」と進言したという。後に豊田は「稲尾が打撃投手としてとられたというのは嘘。三原監督は早くから稲尾に注目しており、また投手はまず打撃投手をさせるのが監督のやり方だった」と述べてもいる。当時の日本プロ野球は、専業の打撃投手を置く球団がまだ存在せず、選手の中から事実上の打撃投手をやりくりしていた、との事情もあった。
稲尾はオープン戦に登板したものの、スコアボードに「稲生」と間違って表示されるなど、未だ無名であった。しかしここで結果を残して開幕を一軍で迎える。キャンプ・オープン戦の中で、高校時代の稲尾の本塁打を見ていたスカウトが三原に打者転向を提案した。当初、三原は打撃投手は務まるのだから様子を見よう程度の気持ちであったが、チャンスをことごとく活かし這い上がる稲尾を見て、本格的に投手をやらせようと考えが変わったとも言われる。
開幕戦（対大映スターズ戦）で11-0と西鉄が大量リードで迎えた6回表から、河村の後を継いで2番手としてプロ初登板し4回を無失点に抑える。その後もしばらくは敗戦処理などで登板していたが、5月中旬まで25回1/3を投げて自責点わずか1で防御率0.36との安定感が買われ、5月17日の近鉄戦で初先発。6回まで無安打無得点で抑えるが、7回に崩れて交代となり、2失点で勝ち星は付かなかった。しかし、この好投が認められて先発陣に加わり、前年の主戦投手であった大津守（前年21勝）、西村貞朗（前年19勝）、川崎徳次（前年17勝）らの調子が上がらなかったことから登板機会が増え、前半戦を8勝1敗、防御率1.17と飛ばす。この頃は後年のスライダーは投げておらず直球一本で、右打者の内角へは内側にシュートし、外角に行けば外側にスライドする、自然に曲がるクセ球を利用して、ひたすら膝元・外角低めに投げ分けるうちに勝っていったという。
後半戦では9月8日時点で西鉄は28試合を残して南海に7ゲームを付けられていたところ、驚異的な追い込みで逆転優勝を果たす。稲尾は終盤の28試合中20試合に登板して7勝（2敗）を挙げ、リーグ優勝に大きく貢献した。シーズンでは21勝6敗、パ・リーグ記録の防御率1.06という成績を残して最優秀防御率と新人王のタイトルを獲得。新人王はNPBの新人記録として残る180安打を放った佐々木信也との争いになるが、直接対決で打率1割ほどに抑えたことが決め手となり、稲尾が選ばれた。
巨人との日本シリーズでは、第2戦で史上初めて高卒新人投手として先発登板（後に堀内恒夫、石井一久、吉川光夫も記録）すると、最終の第6戦では1失点完投勝利を挙げて胴上げ投手となる。全6試合に登板して3勝を挙げ、西鉄の日本一に貢献。敢闘選手と最優秀投手に選出された。

### 神様、仏様、稲尾様
1957年からは、シュート・スライダーを意識して投げるようになり、加えて毎日の榎本喜八への対策のためにフォークボールを習得した。同年は前半戦で12勝（4敗）を稼ぎ、オールスター明け間もない7月18日の大映戦からシーズン終盤の10月1日の毎日戦まで、当時のプロ野球記録となるシーズン20連勝を記録。シーズンではパ・リーグ記録を更新する35勝（6敗）に、防御率1.37、勝率.854で、最多勝・最優秀防御率・最高勝率の三冠を獲得し、史上最年少でのリーグMVPに選出された。日本シリーズでは再び巨人と対決するが、2完投勝利を挙げて再び最優秀投手に選定されている。
1958年の西鉄はオールスター直前の南海3連戦に3連敗するなど、前半戦は首位南海に11ゲーム差を付けられて終了。稲尾も16勝（9敗）で、南海の新人エース・杉浦忠の20勝（3敗）に成績で水をあけられていた。しかし、オールスターゲーム第2戦で、当時のオールスタータイに並ぶ5連続奪三振を記録。さらに、杉浦忠の雑談を聞いて、投球時の変化球の球の握りを南海の主砲・野村克也に見破られていることを察知した。後半戦、西鉄は怒濤の巻き返しで南海を1ゲーム差で躱して逆転優勝を飾る。稲尾も南海戦での4勝無敗を始め17勝1敗と快調に勝ち星を重ねて杉浦を逆転、33勝（10敗）防御率1.42で、2年連続の最多勝、3年連続の最優秀防御率を獲得。さらに334奪三振でパ・リーグ記録も更新し、2リーグ制後初の2年連続MVPを獲得した。
日本シリーズではみたび巨人と対決。第1戦を稲尾で落とし、第2戦も敗戦。平和台球場に移動しての第3戦、稲尾を再び先発に立てるも敗れて3連敗と追い込まれた。降雨による順延で中一日をはさんだ第4戦、三原監督は稲尾を三度目の先発投手に起用してシリーズ初勝利。第5戦でも稲尾は4回表からリリーフ登板すると、シリーズ史上初となるサヨナラ本塁打を自らのバットで放ち勝利投手となった。そして舞台を再び後楽園球場に移しての第6・7戦では2日連続での完投勝利で、西鉄が逆転日本一を成し遂げた。稲尾は7試合中6試合に登板して5試合に先発し4完投、第3戦以降は5連投を投げ抜き26回連続無失点も記録するなどにより、シリーズMVPと最優秀投手を獲得。優勝時の地元新聞には「神様、仏様、稲尾様」の見出しが踊った。
三原はこのシリーズで稲尾を登板させ続けたことについて、「この年は3連敗した時点で負けを覚悟していた。それで誰を投げさせれば選手やファンが納得してくれるかを考えると、稲尾しかいなかった」と告白した。後年、病床に伏していた三原は、見舞いに訪れた稲尾に対し「自分の都合で君に4連投を強いて申し訳ないものだ」と詫びたが、稲尾は「当時は投げられるだけで嬉しかった」と答えている。
1959年のシーズン前に、本多猪四郎監督による映画「鉄腕投手 稲尾物語」が製作され、全国上映されている。この映画出演や、映画撮影の合間に無免許運転で検挙されてマスコミ報道されるなどにより、チームメイトから反発を受けた。稲尾はこれに反省して、名誉挽回のために春のキャンプで発奮。そのおかげで、このシーズンも30勝（15敗）を挙げ、NPBタイとなる3年連続30勝を記録した。しかし、同年は38勝（4敗）を挙げた杉浦忠が投手五冠を独占したため、稲尾はプロ入り初めて無冠に終わっている。
1960年、開幕早々に肘痛に襲われて、5月中旬まで3勝3敗防御率3.72と調子が上がらないまま戦列を離れる。6月上旬に復帰すると、今度は打撃投手を行っていた際、玉造陽二の打球を受けて左手親指を骨折。7月中旬に復帰し、以降は17勝を重ねてシーズン20勝（7敗）となり、5年連続の20勝に到達した。

### シーズン42勝
1961年、スライダーが完成を見せる。さらに、前年の不調を経験して精神的にも一種の悟りに達し、マウンドで一切動揺しなくなっていた。稲尾が心技体のピークを迎える中、西鉄の黄金時代をともに支えた西村・河村・島原らが衰えを見せて投手不足の状況もあり、稲尾は連日のように登板を続ける。移動や雨で中二日空いたら先発、先発でない日は常に救援の準備という状態だった。周辺からは酷使とも言われたが、稲尾自身にとっては熱気に浮かれた祭りのような日々だったという。
シーズンでは当時のパ・リーグ記録となる78試合登板、404投球回で、ヴィクトル・スタルヒンに並ぶNPBタイとなるシーズン42勝（阪急11勝1敗、南海11勝2敗、大毎9勝4敗、近鉄6勝1敗、東映5勝6敗）を記録した。ほかに、防御率1.69、奪三振353（パ・リーグ記録）もリーグトップで、投手四冠を達成している。また、救援投手としてもリーグトップの48試合に登板して43交代完了で、現在のルールを当てはめると、18救援勝利に11セーブに該当している。
なお、1961年当時、スタルヒンの1939年の勝利数は40とされていた。スタルヒンの記録は当初42勝であったが、当時は勝利投手の基準が曖昧で記録員の主観で判定していた部分があり、戦後スコアブックを見直した際に明らかにスタルヒンに勝利を記録することが適当でないと思われる2試合があったため、2勝分差し引く修正を行っていたのである。稲尾が41勝を達成した時、マスコミも「新記録達成」と大きく報道し、本人もチームが優勝争いから脱落していたこともあって勝利数に関しては「もういいだろう」と思っていたという。それでもあと2試合登板したのはシーズン奪三振記録の更新に目標を切り替えていたためである。この間に1勝を上積みし、シーズン42勝とした。しかし、稲尾が「新記録」を樹立したことで改めてこの記録の扱いが議論に上り、翌1962年3月30日に「あとから見ておかしなものでも当時の記録員の判断に従うべき」という理由で再びスタルヒンの記録が42勝に変更された。それに伴い稲尾の記録も新記録からタイ記録へと変更された。結果的にあと1勝を上積みしたことによって稲尾はタイ記録に名を残すことができたが、稲尾は「それまでの記録が42勝と知っていれば、何が何でも43勝目を狙いに行っていただろう」と述懐している。
42勝を挙げたこの年は稲尾自身も最高の年で、下記のような不思議な現象が発生したと語っている。
- 投げている際に、自らの投球フォームがスローモーション動画のように脳裏に写り、瞬時にかつ自由自在にフォームのチェックができた[35]。
- 制球も絶妙で、目の前に升目のようなスポットが見え、自分の中に目標物のような感覚ができ、そこで離せば狙い通りにいった。極論すると、18メートル先の向こうを見ていなかった。同年は開幕2試合目からそれが出てきて楽だったが、翌年からはほとんど見えなくなったという[36]。
- ピンチを迎えると、どこというのでもなく凪いだ青い海が見え、不思議に落ち着くことができた。これは、1961年以前にも1958年の日本シリーズ第6戦で長嶋茂雄と対戦した時に見えた[37]。
- 同じくピンチで熱くなっている時、マウンドに冷静に状況を判断するもう一人の自分が現れ、「ここはムリしなくていい」「1点やってもいいじゃないか」とアドバイスをしてくれた[38]。

この年の契約更改ではそれまで球界最高給とされていた金田正一の1500万円を超える1540万円で契約し、稲尾が球界最高給となった。また、この年のオフに監督の川崎徳次が退任し、監督・中西太、助監督・豊田泰光、投手コーチ・稲尾和久の若い兼任選手による青年内閣が組成された。25歳でのコーチ就任要請に対して、稲尾はまだコーチという歳ではないとやんわり拒否したが、球団代表の西亦次郎から「中西監督と豊田助監督の間を取り持って欲しい」と言われ、押し切られたという。

### 最後の光芒
1962年になると、これまでの酷使から肘に痛みを覚えるようになり、連投が苦しくなった。特に4月末から6月中旬にかけては、肘痛をだましだましの起用で、わずか8試合しか登板できず、5連敗を喫す。さらに7月に球宴を挟んで自己ワーストの7連敗を記録するなど、前半戦は9勝13敗の不成績に終わった。8月25日に通算200勝を達成。25歳86日での達成は金田正一に次ぐ年少記録で、プロ入り7年目での達成は史上最速であった。後半戦は16勝5敗と復調して、シーズンでは25勝（18敗）、防御率2.30、231奪三振といずれもリーグ2位に付け、辛うじてベストナイン投手のタイトルのみ守った。なお、シーズンオフに助監督の豊田が国鉄スワローズに移籍したため、稲尾はコーチ職を返上している。
1963年の前半戦、稲尾は16勝7敗を挙げるものの、7月中旬に南海に最大14.5ゲーム差を付けられるなど、西鉄は3位に甘んじていた。9月に入ると西鉄は猛烈な追い上げを見せるが、稲尾は9月中旬から立て続けに打ち込まれ、ついには肩に力が入らなくなり、投球練習で投球が捕手に届かずワンバウンドするようになる。8ゲーム差で迎えた9月24日からの南海4連戦の結果次第では、稲尾は戦列を離れて肩の治療のために別府に戻るつもりにしていた。しかし、西鉄は4連戦を3勝1分で乗り切りゲーム差を5に縮めたことから、稲尾は治療を思いとどまり、10月の南海との直接対決に備えて休養する。10月の南海との直接対決では、稲尾は4試合のうち2試合に登板し、いずれも二桁安打を浴びながら2失点完投勝ちを収め、西鉄の逆転優勝に大きく貢献した。
シーズンでは28勝（16敗）、防御率2.54（リーグ3位）、226奪三振（リーグ1位）で、4回目の最多勝と5回目のベストナインを獲得。一方で、MVPはタイトルの日本語名が「最高殊勲選手」から「最優秀選手」に改められ、「優勝チームから選出」という制約が外されていた。この結果、西鉄が優勝し稲尾はその立役者だったにもかかわらず、当時のプロ野球新記録となる52本塁打を記録した南海の野村克也が選ばれている。実際に、マスコミの論調は28勝は稲尾にしてみれば「並の成績」という扱いで、西鉄優勝を報じた読売新聞は「『稲尾頼り』から脱皮」というコラムを掲載した。
日本シリーズは4度目の対決となった巨人と対戦。三連覇の頃とは巨人側の顔ぶれが全く変わっており、一本足打法を会得して2年連続本塁打王を獲得した王貞治がクリーンナップに並んでいた。稲尾は王の一本足打法対策として、タイミングをずらすために投球時に左足を下ろす瞬間に「タメ」を作る（または微妙にステップを遅らせる）投法で挑んだ。緒戦で稲尾は王を4打数無安打に封じ、1失点完投勝ちを挙げた。その後、第3戦は5回7失点と打ち込まれて敗戦投手となるが、2勝3敗と王手をかけられた第6戦ではONを完全に抑えて2安打完封勝利を挙げて、第7戦に持ち込む。しかし、稲尾は先発するも4回途中6失点でノックアウトされ、4対18と大敗を喫した。このシリーズは投球の好不調が激しく、稲尾自身も訳がわからなかったと述懐している。なお、王はこのシリーズでもタイ記録となる4本塁打を放ちながら、稲尾に11打数1安打とほぼ完璧に抑えられた。王は稲尾について「タイミングをずらすフォームよりも、外角のボールゾーンからストライクゾーンに入ってくる絶妙にコントロールされたスライダーが印象強かった」と語っている。同シリーズで2完投1完封を挙げた稲尾は、敢闘賞を獲得している。
同年には、平和台球場にほど近い福岡市鳥飼に4階建ての自宅兼アパートを建てた。2階より上のアパートには投手コーチの若林忠志や、優勝に貢献したトニー・ロイ、ジョージ・ウイルソン、ジム・バーマの外国人選手トリオら、西鉄の選手も住んだ。
この年まで、プロ入りから8年連続で20勝以上（通算234勝）を挙げ、鉄腕の名をほしいままにした。この8年間平均の登板数は66試合、投球回数は345回である。

### 故障とリリーフとしての復活
1963年オフ、野村克也・長嶋茂雄・王貞治とともにエールフランスの招待を受け、約20日間のヨーロッパ旅行を楽しむ。旅行中は同じ酒豪の王と毎晩3時頃まで飲み歩いたという。しかし旅行中の気候変化と深酒の影響により、ローマで寝込み、正月明けに帰国しても体調が回復せず、1月12日には疲労と蓄膿症により入院した。
1964年春のキャンプに、10日遅れで参加。キャンプ中盤にブルペンで本格的に投球練習を開始したところ、肩の激痛に襲われる。これまでの酷使により肩の関節の潤滑物質がなくなり、骨と骨が直接擦れ合って痛みを発している状態であった。稲尾はキャンプを離れて別府に戻り、1ヶ月ほど治療を行い、痛みが和らいだため3月半ばにチームに合流。調子が上がらないまま3月29日の南海戦に先発するが、2回5失点と打ち込まれた上に激痛が再発して、再び別府に戻った。今度は電気治療の傍らで、近い距離でキャッチボールを行い徐々に距離を伸ばす治療法を試みる。
6月初旬にチームに合流して二軍で調整を続け、7月15日の南海戦で先発登板するが、1回1/3を投げて5安打3失点でノックアウトされてまたも激痛が再発し、再び戦列を離れた。8月に稲尾はいったん野球を忘れるために、湿布の名医がいる話を聞きつけて杖立温泉に山ごもりに入り、生姜をすり下ろして袋に入れ熱して肩に当てる治療を受ける。朝は温泉に入って肩を休め、午後は山へ登る生活を続けた。1ヶ月の山ごもりを経て、「自分には野球しかない。勝負は来年だ」という結論に達した。以降は治療に専念して登板の機会はなく、このシーズンはプロ入り後初めて未勝利に終わった。
その後、肩に効果があるとの話を聞いては大病院から地方の治療院まで全国各地に出かけ、ハリ・電気・注射などあらゆる治療を施した。しかし肩の痛みは一向に消えなかった。翌1965年の元日に半年ぶりにボールを握ってキャッチボールをするも、痛みが消えていなかったため、近所の鉄工所に頼んで硬球と同じ大きさの縫い目のついた鉄球を作ってもらい、それを投げて徐々に距離を伸ばしていくという荒療治を実行した。稲尾は後年にこの時のことについて、「どうしたら治るのか。素人の考えることは恐ろしい。（中略）ボールを投げて痛みがあるのなら、それ以上の痛みを与えれば、ボールを投げるくらいの痛さは気にならないのではないか、と思った。鉄球を投げて肩を悪くするかもしれないけど、何もしないで悪いままなら、やってみようと」と語っている。鉄球を投げてみると、あまりの激痛に涙が出たという。
その後も鉄球練習を続け、キャンプ中の2月15日に突然痛みが消えて投げられるようになった。稲尾は「突然、痛みが消えたんだ。慌ててブルペンで捕手を座らせて投げてみた。痛くない。信じられない気持ちでボールを投げたよ」と述べている。痛みは消えたものの、球威やキレなどは以前とは比べ物にはならないくらい凡庸になっており、この時のブルペン捕手は大きく顔を歪めたという。それでも稲尾は肩の違和感なく投げられたことを大きく喜び、1軍のマウンドに戻れる手応えを感じた。
肩の故障により往年の球威は失われていたことから、ドロップやフォークボールの落ちる変化球をマスターして、タテ・ヨコの変化で躱す投球スタイルに切り替えた。5月5日の東京オリオンズ戦で復活の先発マウンドに登り、5回1失点（自責点0）に抑える。しかし後続が打たれて勝利を逃した。5試合目の先発となる6月5日の東映戦では5回を投げて8安打5失点の投球内容だったが、援護を得て約2年ぶりの白星を手にした。稲尾は「ひとつ勝つということがこれだけ大変なことなのか、と思った。でも、復活勝利の記憶はないんだ。1勝するまでに投げられたという思いの方が強かったから」と振り返っている。前半戦はこの1勝に終わるが、9月に全て完投で7連勝するなど後半戦は12勝（4敗）と復活。シーズンでは13勝6敗を記録し、防御率は2.38でリーグ7位に入った。
1966年は開幕から4回の先発で未勝利に終わると、リリーフ中心のスタイルにシフトする。前半戦で5勝、防御率1.94の成績を挙げ、補充選手ながら3年ぶり7回目のオールスターゲームに選出された。10月4日の対東京オリオンズ戦では75球で完投し、オリオンズの小山正明投手も87球で完投したため、合計162球の最少投球数試合の記録を作っている。シーズンでは11勝10敗、防御率1.79で、現役最後のタイトルでNPB最多記録となる5回目の最優秀防御率を獲得。この頃の稲尾は投手コーチも兼任し、若手投手（池永正明など）の指導をすることが楽しみのひとつだったという。1965年と翌1966年には2年連続でチームの2桁勝利投手を、自身を含めて4人同時に輩出している。
1967年と1968年もリリーフとして40試合前後に登板。1967年は9勝（11敗）を挙げ、防御率2.77でリーグ5位につけた。
1969年はオープン戦で腰を痛め、5月末から復帰するが、前半戦は勝ち星無しに終わる。7月27日の阪急戦で先発し、7回1失点でシーズン初勝利を挙げる。その後はリードされている展開でのリリーフ起用が多くなって勝ち星を挙げられず、シーズンでも1勝7敗に終わった。同シーズン限りで現役引退（実働14年）。稲尾自身は通算300勝を目標としており、リリーフならまだ現役を務められるという意識を持っていた。球団からの監督就任要請後も、黒い霧事件の発覚で投手を失う可能性も出ていたため、選手兼任を望んでいたが、悪化するばかりの状況の中で引退を余儀なくされた。黒い霧事件で主力投手が抜けてしまった頃、引退間もない稲尾は本気で現役復帰を考えたという。
故障から復活した1964年以降の5年間で積み重ねた勝ち星は42勝で、これは1961年の1シーズンで稼いだ勝ち星と同じであった。1961年は勢いに乗って無我夢中で投げているうちについてきたものだが、1964年以降はもがきながら一つずつ5年かけてつかみ取ったものであることから、稲尾自身にとって最後の42勝が故障する前の234勝に匹敵する宝物であった。

### 西鉄・太平洋監督
1969年の閉幕後、まもなく不成績と黒い霧事件の責任を取って中西太監督が辞任する。これを受け、10月26日に稲尾はオーナーの楠根宗生から監督要請を受け、受託。専任監督として最年少の32歳で、ライオンズの監督に就任した。なお、稲尾が現役時代に着けていた背番号『24』は、監督時もそのまま着用していた。就任に当たって、稲尾は楠根に対して、黒い霧事件に揺れる西鉄球団の存続意志を確認し「ワシの目の黒いうちは絶対ライオンズを潰すようなことはしない」との回答を得る。次に、既に10月に八百長疑惑が報じられていた永易将之の動向を確認したところ、既に弁護士を交えて永易と協議して口止め料として500万円を支払ったとの返事であった。同じ投手陣として永易の性格を知っていた稲尾は、永易に西鉄本社に脅しをかけるような度胸も才覚もあるとは思えず、別の影の演出者がいることを危惧していた。数日後、再び永易が西鉄側に対して金銭を要求してきたことを楠根から聞かされ、稲尾は金銭の支払いに強く反対した。さらに、西鉄本社の役員会議に出席して、再び金銭支払に反対するとともに、この期に及んでは悪循環を断ち切って出るところに出るしかない、と主張。楠根を含む役員方からも、八百長に関連して他の選手の名前が公に出ることを恐れず、金銭要求に対して断固拒否すること、について賛同を得た。
同年暮れには、自宅に現れた八百長事件の黒幕・藤縄洋孝から、事件との関係が取り沙汰されて中日を自由契約となっていた田中勉を西鉄で雇うよう要求を受ける。田中は西鉄時代の同僚で、稲尾自身も目をかけてかわいがっていたが、稲尾はこれを突っぱねている。またこの頃、事件に関連して名前が出た西鉄のエース・池永正明に対しても、何か関係があるなら球団に報告するよう打診する。しかし池永は金銭を預かっていたことを語らず、のちの永久追放処分を止めることはできなかった。
1970年の年が明けオープン戦頃まで、藤縄から田中の採用や金銭要求の電話は続いたが、稲尾は断固として要求を拒否し続ける。監督として初めて迎えたキャンプでは、憶測記事を流されるのを警戒して報道管制を惹いたところ、マスコミから巨人・川上による哲のカーテンならぬ「サイのカーテン」と書き立てられた。4月に入ると永易や藤縄から事件に関与した選手の実名が晒され、5月下旬に、コミッショナー委員会から池永正明・与田順欣・益田昭雄の3投手が永久追放、船田和英・村上公康が1年、基満男が1ヶ月の出場停止の処分が下された。また、西鉄球団フロントもオーナー・楠根宗生、球団社長・国広直俊らが引責辞任している。
監督就任に当たって、ヘッドコーチ・関口清治、バッテリーコーチ・和田博美を招聘。しかし、前年度51勝のうちの3/2以上にあたる36勝を挙げた5投手（稲尾自身を含む）を失った投手陣は崩壊状態で、3年目の河原明がエース格で、2年目の東尾修、新人の三輪悟あたりをどんどんつぎ込まないと回っていかない状況であった。前半戦はわずか15勝しかできず、シーズンでも43勝78敗で首位のロッテに34ゲーム差を付けられて、チーム結成以来初の最下位に沈んだ。
黒い霧事件で主力選手を失い試合にならなかったため、稲尾は球団フロントの協力を得て、他球団に対して選手を供給してくれるよう救済を呼びかけたが、呼応する球団はなかった。しかし、巨人の川上監督だけは協力してくれ、投手がいないのだろうと言って、1969年オフに巨人から高橋明・田中章・梅田邦三、西鉄から広野功・浜村健史の3対2の交換トレードが成立している。また、若手投手の河原・東尾・柳田豊を強化ターゲットとして鍛えた。
10月18日に行われたシーズン最終戦の南海戦（大阪）で東尾を先発させるが、先発した東尾は序盤に5点の援護をもらいながら、3回途中4安打3四球3失点で降板。続いて登板した柳田らも打たれ、5人の投手が20安打を浴びて17失点で大敗した。西宮市甲東園の宿舎に戻ると、稲尾は河原・東尾・柳田の3人を部屋に呼んで、「こらっ、おまえらは何を考えとるんだ！」と3人を並べて怒鳴り、河原から年齢順に鉄拳を見舞った。東尾は「優しかったです。ピッチャー出身ですからピッチャーには厳しかったです。全員がだらしない投球だったので期待を込めてじゃないですか。期待されてたからがっかりされたんです。普段は優しかったです。」 と述べている。稲尾は東尾ら3人に「心身を鍛えてこい」という指令を出してオフにヨーガ道場での修行を命じ、3人は静岡県三島市から山中に入った。修行は、早朝6時に太鼓で起こされると、河原は部屋、東尾は廊下、柳田はトイレ掃除をし、終わったら山道を走らされ、到着したところは滝壺で裸になってそこに飛び込むという内容であった。加えて、荒行をしながら朝食は抜き、昼は山菜と米飯一杯、夜は茶蕎麦一杯であった。3人は腹が減って仕方がなく、昼に与えられた1時間ほどの自由時間に山を下りてパンを買い、夜にこっそり食べた。3日目には河原が「夜逃げしようか」と言い出すが、「1週間は我慢しようよ」と東尾が言った。1週間後に帰らせてもらおうと稲尾に電話するも「俺ももうすぐ行くから待っとれ！」と返され、そのうち稲尾もやってきて結局、予定の2週間をみっちり修業した。稲尾が修行の様子を見に行くと、3人が氷の張りそうな冷たい池で冷水修行をするところで、東尾から「監督は入らないんですか」と挑発されたが、「いや、おれはいいんだ」とさすがに遠慮したという。修行の帰りに、稲尾は映画出演で親交のあった浪花千栄子に紹介された京都・嵐山にある飲食店に3人を連れていきご馳走したが、東尾は後に「早く福岡に帰って遊びたかった」と振り返っている。
1971年は移籍組の高橋が14勝（13敗）を挙げて気を吐くが、期待の東尾は8勝、河原は4勝、柳田は3勝と伸び悩み、チーム全体でも38勝84敗で首位阪急から43.5ゲーム差とさらに成績を落とす。翌1972年になると、東尾がリーグ4位の18勝（25敗）を挙げ、加藤初が17勝（16敗）で新人王を獲得、6年目の基満男が打率.301を打って二塁手のベストナインに選ばれるなど、若手が実績を出し始める。しかし、チームは47勝80敗で3年連続最下位に沈んだ。同年夏頃より、西鉄球団の身売りの憶測報道が流れるようになり、チームが浮き足立って野球をやれるムードではなくなってしまう。やむなく、稲尾は「技術さえ磨いておけば、どこへ出ても立派に飯は食っていける」と力説。選手はようやく落ち着いたが、選手は個人プレーに徹するようになった。
1963年の優勝以降観客数は減少を続けて西鉄球団の累積赤字は12億円余りに上っていたものの、球団内の売店・広告や試合日の西鉄の臨時列車の収入まで含めれば、グループの経営上は問題ないともされていた。しかしながら、黒い霧事件によるイメージ低下は企業にとって決定的な打撃であり、事件により楠根オーナーが引責辞任した時点で身売りは既定路線であったとされる。結局、同年10月末に球団が西日本鉄道から福岡野球株式会社に売却される。球団売却に当たって稲尾は監督辞任の意向を示すが、新オーナーの中村長芳から続投指名を受け、旧オーナーの木本元敬から「西鉄のにおいを残したい」と説得され、監督を引き続き務めることになった。これを機に、この年限りで背番号24を外し、翌1973年から「81」に変更。この時24番を永久欠番にと打診があったが本人は辞退している。こうした経緯から、経営を引き継いだ福岡野球株式会社（太平洋クラブ、クラウンライター）は、「将来有望な選手に与えたい」として保留欠番とし、1976年に古賀正明が着用した。
1973年は、太平洋球団フロントが話題作りにと画策した「ロッテとの対立を演出する」という営業方針に、ロッテの金田正一監督からの誘いに応じる形で同意、オープン戦から舌戦を交わして遺恨を演出した。しかし、九州の炭鉱閉山後に京浜工業地帯へ移り住んだ西鉄ファンが多かった川崎球場のロッテ戦で西鉄がぼろ負けするとファンが観客席の椅子を壊して暴れたり、6月の平和台球場でのロッテ戦では試合後にファンが騒いでロッテの選手が球場から退場できなくなり機動隊が出動するなど、関係者の予想を上回る反応を呼び「遺恨試合」とまで呼ばれる事態に至った。この演出を画策した当時の球団専務である青木一三は金田にのみアイディアを話したと著書に記している。
1974年に球団がポスターにドン・ビュフォードが金田を乱闘で押し倒した図柄のポスターを作成する（のち、警察の要請を受けて回収）と、稲尾は「何も乱闘まで営業材料にする必要はあるまい」と、球団の経営方針に相容れないものを感じるようになっていたという。青木とはソリが合わず、ベンチ横の管理室から聞こえよがしに「ここでバントはないだろう」などの采配批判を口にされたこともあった。同年は前期3位となり、監督就任5年目にして初めてAクラスに入るが、後期は4位でシーズン通算で4位となった。同年オフに、青木の「東尾か加藤をトレードに出す」という方針に反対したところ、後日「来季の監督は江藤君に決めたから」として解任された。
退任後はRKB毎日放送解説者・スポーツニッポン評論家（1975年 - 1977年）を務め、当時、RKBラジオの野球中継の広告に書かれたタイトルは『稲尾和久のRKBエキサイトナイター』であった。時折キー局・TBSラジオ制作の全国中継に出演する事もあった。

### 中日コーチ
1978年に中日ドラゴンズの組閣で投手コーチだけが決まらず中日スポーツ記者の広野功が西鉄時代の監督稲尾を推薦し、広野の要請で中日の一軍投手コーチに就任。同年の春季キャンプでは、骨折事故からの再起を期す3年目の美口博にプレートの3ｍ手前に立って「オレの左耳横を狙って投げろ」と指示。美口は「当ててはいけない」と青くなるも、5球目に見事ストライクを投じている。スピード不足で球威が無かったフレッド・クハウルアには、手先だけで投げていたフォームから体全体を活かしたフォームに改造し、クハウルアの投球内容が若干向上。9月22日の巨人戦（ナゴヤ）で完投勝利を挙げるなど、先発ローテーションに入って3勝を挙げた。2年目の1979年には獲得の際には自ら口説きに大分まで出向いた藤沢公也にパームボールを伝授して新人王を取らせ、小松辰雄が抑えの切り札としてデビューするなど手腕を発揮。同年に知人の日本航空パイロットからの誘いで「日本航空棒球隊」総監督になり、何度も中国に赴き中国チームとの親善試合、技術指導をしていた。その縁で、亡くなる直前の2007年9月29日、日本航空羽田―上海虹橋線就航セレモニーの特別ゲストとして祝辞を述べていた。星野仙一については「打ち込まれてもう代えてくれというサインが来たので代えるとベンチに帰ってきて、さも交代させられたことが悔しそうにグラブを叩きつける。テレビで見ているファンからしたらこちらが嫌々引きずり下げたように見られわね。まいったもんだよ。」と述べている。1980年退任。
1981年からはRKB・TBS解説者に復帰する。1982年には大阪に移り、1983年まで朝日放送で解説者を務めた。また、太平洋はクラウンライターへの球団譲渡を歴て、1978年オフに西武ライオンズとして埼玉県所沢市に本拠を移していたことから、解説者の傍らで稲尾は福岡への球団誘致活動にも汗を流した。

### ロッテ監督
1983年オフにロッテから監督就任要請を受ける。福岡への球団誘致活動を行っていた稲尾は一旦断るが、ロッテが川崎球場の老朽化もあって九州移転計画を進めていたことを知り、福岡移転を前提条件として要請を受託した。ヘッド格の一軍バッテリーコーチ・醍醐猛夫を始め、高畠康真や千田啓介らロッテ側の意向に沿った組閣を行ったが、稲尾自身も一軍投手コーチに佐藤道郎、一軍打撃コーチには広野功を招聘。広野には「お前は俺に借りがあるような。一人でロッテに乗り込むのはしんどいから手伝えよ。」と言われて中日新聞社を依願退職しコーチに就任した。これまで佐藤とは全く縁がなかったが、「番組で俺の知らないことを喋ってる。食事方法から、リリーフの心構えなど。」と答えている。在任中は「自主管理野球」を掲げた。この年に巨人から移籍してきた山本功児は「雰囲気がいい。稲尾監督も選手をよく見てくれている。」と述べている。
1984年は前年まで2連覇中で3位の西武に6ゲームつけての2位（優勝した阪急からは8.5ゲーム差）。打撃陣は二番高沢秀昭、三番レロン・リー、四番落合博満、五番山本功児の4人を打撃ベスト10に送り込むなどリーグトップの打率を記録し、有藤道世は「俺は三塁手失格。監督もやりづらいでしょう。外野に回る」と述べ、落合に三塁手のポジションを譲り、外野に転向。稲尾は有藤を「エラーもするけど、いいところで打ってくれる。」と評価し、高沢は2か月半離脱したもの、シーズンでは打率.317の成績を残し、初のベストナインとゴールデングラブ賞を受賞した。投手陣は3本柱の石川賢・深沢恵雄が15勝（石川は最高勝率のタイトルも獲得）、仁科時成が13勝と、チーム防御率は12球団最下位の5.12をリーグ3位の4.22と改善させた。
1985年も優勝した西武に15.0ゲーム差を付けられながら2位をキープ。このシーズンは肘の手術明けであったエース村田兆治を毎週日曜日に中6日で登板させる起用法をとり、それに応えて開幕から11連勝（シーズンでは17勝）した村田は以降「サンデー兆治」と呼ばれるようになった。
ロッテを数年以内に福岡に移転させる条件で監督要請を受諾したが、移転が行われることはなかった。1986年で3年契約が終了し留任と思われていたが、シーズン終了後の10月24日にオーナーへ挨拶に行った際、契約の延長はなしと通告され退任した。稲尾は「悔しくないと言ったら嘘にはなるが、契約が切れたので感謝の気持ちで球団を去りたい。落合の三冠王は一番嬉しかったね。村田の復活は自分の事のように嬉しかった。水の流れに従うのが監督の宿命だから。」と述べた。なお、実際にはロッテの福岡移転報道はダイエーによる買収により実施される予定であったが、合意寸前でロッテが球団売却を取り止めて球団保有を継続した上で別の場所への本拠地移転に方針を変更したため、中止となった。ダイエーはロッテ買収中止と並行して売却を検討開始した南海ホークスを買収する計画に変更して球団保有と福岡移転を実現させた。
水上善雄は「稲尾さんは投手の人心掌握に長けていました。だから、2年連続2位になれたと思います。ただ、野手とのコミュニケーションはあまりなかった。でも、落合さんとはよく飲みに行っていた。特定の選手と仲良くなると、チーム内に『あれ？』という雰囲気ができてしまう。レギュラーはそんな気持ちにはならないけど、出場機会が限られる選手は『落合さんと話し合って、起用を決めてるんじゃないか』と疑心暗鬼になっていました」と述べている。
テリー伊藤は自身の著書の中で稲尾を「実はおかみさん野球だったエプロンの似合う『過保護愛』監督」と評している。

### 晩年
指導者を退いてからは日刊スポーツ野球評論家、再び朝日放送の野球解説者を務め、2000年からは再びRKB毎日放送の野球解説者を務めた。RKBでは、テレビの夕方ワイド番組『今日感テレビ』にもコメンテーターとして出演した。1993年に野球殿堂入り。
2001年にプロ野球マスターズリーグが発足すると福岡ドンタクズの監督としても活動した。この時に後輩であり愛弟子でもある池永正明を表舞台に久々に登場させ、彼の復権に大きな力を発揮した。長らく沢村賞選考委員を務めていたが、2006年に当時委員長だった藤田元司が亡くなったことを受け、同年の委員長を務めた。
2007年10月2日、故郷の別府市に完成した別府市民球場内に「稲尾記念館」が開館した。記念館には稲尾が現役時代に使用したスパイクやトロフィー、写真などの資料が展示されている他、現役時代の稲尾の姿をかたどった銅像も建立されている。10月14日のクライマックスシリーズ第1ステージ第2戦が最後の解説となった。晩年は体調面の問題もあり、現場第一線から離れつつ『今日感テレビ』にはぎりぎりまで出演を続けていたが、体調不良を理由に10月29日に行われた沢村賞の選考会議に欠席（意見書は書面で提出していた）。
10月30日に手足の痺れを訴え、福岡市内の病院に入院。当初は検査をしても原因が判明しなかったという。11月13日午前1時21分、悪性腫瘍のため死去。70歳没。この日は稲尾が委員を務めていた正力松太郎賞選考委員会が開かれ、愛弟子の落合博満が選出された日でもあった。死去当日の『今日感テレビ』では急遽追悼特番が組まれた。法名は「最勝院釋信明（さいしょういんしゃくしんみょう）」。
12月11日に日本政府は多年に亘る稲尾和久の日本野球界への貢献、そして野球ファンに感動と勇気を与えたその功績を称え、死去した11月13日付で稲尾に旭日小綬章を授与することを閣議決定した。12月29日にヤフードームで西鉄ライオンズOBによる追悼試合が行われた。
生誕75周年となる2012年5月1日、稲尾の現役時代の背番号「24」が永久欠番となることが埼玉西武ライオンズから発表された。また、7月1日の北海道日本ハムファイターズ戦ではライオンズ・クラシック2012としてライオンズの監督・コーチ・選手全員が背番号24をつけて試合を行った。ちなみに、この試合ではシーズン初の三重殺が記録されたが、守備に就いていたライオンズナインと三重殺に倒れた打者である陽岱鋼の全員が背番号24を着用していたことが話題となった。また、稲尾が現役時代を過ごした福岡でも7月4日の試合で同様にライオンズの監督・コーチ・選手全員が背番号24をつけて試合を行った。メジャーリーグでは黒人として初のメジャーリーガーとなったジャッキー・ロビンソンを称え、全球団の全選手が背番号42をつけて毎年4月15日に試合に臨むジャッキー・ロビンソン・デーというイベントが存在するが、日本では初の事例となった。

## プレースタイル

### 投球術
足の裏を全て地面に付けず、爪先で立つように投げるフォームは、漁師であった父の仕事の手伝いで、小船で櫓を漕ぎ続けていたことによって習得したものだった。1964年に肩を痛めて以降は、腕を強く引くことができなくなり、かかとを上げるだけのゆとりが持てなくなったため、このフォームは出来なくなった。また、1961年にプロ入りして中日ドラゴンズのエースとして活躍した権藤博は、「稲尾さんのコピーを目指した」という程、全盛期の稲尾のフォームを徹底して観察し、手本にしたという。
得意としていた球種はスライダーで、青田昇は「プロ野球史上で本当のスライダーを投げたのは、藤本英雄、稲尾和久、伊藤智仁の三人だけ」と評価している。一方で稲尾は秘密兵器として逆方向のシュートも持っており、打者の意識が完全にスライダーに向いた時にシュートを投げて打ち取るという投球パターンを構築していた。そのことを悟られないよう、ヒーローインタビュー等でも盛んにスライダーを強調して、打者に「稲尾の決め球はスライダーである」という意識付けをしていた。しかし野村克也にだけは本当の決め球がシュートであることを見破られていたという。1958年のオールスターにて、他の選手と雑談していた杉浦忠（野村とチームメイト）が「プロ野球というのはやっぱりすごいのう。ピッチャーの球の握りを読んで予測するらしい」と話しているのが聞こえたことで、稲尾は野村がバッターボックスからどのようにしてスライダーとシュートを見分けていたかに気づき、後半戦からはシュートの握り方を変えて癖を消した。またこの経験から直球も変化球も同じフォームで投げられるように、リリースポイントの直前で握りを変えられるように工夫した。
スライダーとシュート以外に、フォークボールも習得していた。これは一歳年上であり、大毎オリオンズの主砲だった榎本喜八を打ち取るためだけに習得したもので、榎本以外の打者には1球も投げなかった。稲尾は榎本について「対戦した中で最高にして最強のバッター」「1人のバッターのために新しいボールを覚えたというのは、後にも先にも榎本さんだけです」と評しており、当時20歳で打率3割を打ったこともなかった榎本に、打者としての只ならぬ雰囲気を感じ、2年目（1957年）からフォークボールを投げ始めたという。その後、実際に榎本はリーグを代表する打者になった。稲尾は「シュートもスライダーもきれいに打たれてしまうので、榎本さんにだけはフォークを投げた。たったひとりのバッターを抑えるために新しいボールを覚えなければならなかったんです。榎本さんとの勝負だけは野球をやっている感じがしませんでした。スポーツではなく真剣勝負、そう、果たし合いだったような気がします」と語っている。また、フォークボールについては「榎本さん限定で1試合5球だけ」としていた。
野村克也は稲尾の変化球による絶妙な左右への揺さぶりと、その完璧な制球力を絶賛しており、「技巧派」の投手の代表格として稲尾の名前をあげている。直球については「稲尾のストレートは当てられないほどではないが、凡打、三振させられてしまうのは、その球質に原因がある。球速、球威が最後まで衰えない、いわゆる『球がホップする』球質なのである。稲尾の球速は145キロ程度、しかし手元でよく伸びてくる。体感速度が速い。『来た！』と思ってバットを振ったときには、すでに手元までボールが来ている。だから差し込まれてしまう」と語っている。また、「『内角・外角』でワンペア、『高め・低め』でツーペア。あとは『速い・遅い』、『ストライク・ボール』。この4ペアの使い方。稲尾は唯一、この4ペアを使いこなしたピッチャー」、「球がびっくりするほど速いとか、そういうことじゃない。彼から学ぶことは多かったけど、『ピッチングはスピードよりコントロールだ』って概念は、その筆頭だな」とも述べている。
特に外角のコントロールに優れ、球審が浜崎忠治の時にはボール2、3個外れてもストライクとなった。これを他チームは稲尾－浜崎ラインと呼んで恐れた。野村克也は稲尾について、「大勢ピッチャーがいるなかでも、『アンパイアを自分のペースに巻き込んでいく』というのは、稲尾だけ。外角低めにズバーンと投げて、審判が『ストライク』と言うでしょ。そうなると、『次はこれでどうだ』って、ひとつずつ外にはずしていくの。それでも球威があってキレもいいから、審判もつられて手が上がっちゃうんだよね」「浜崎さんっていう、ジャッジが甘い審判がいたんだけど、稲尾が先発で球審に浜崎がいたら、試合が始まる前から勝てる気がしない。『もう、今日は負け』ってなもんで。審判に『外れてますよ』って言っても『入ってます』と言われちゃう」「審判を自分のペースに巻き込んで、もう『ボールと会話してる』って感じだったね」と振り返っている。
現在では一般的な投球術となっている、相手打者を打ち取る球から遡って配球を組み立てる、いわゆる「逆算のピッチング」を編み出したのも稲尾とされている。これを会得したのは、1958年の日本シリーズ第6戦における長嶋茂雄との対決だったという。また、同シリーズで「長嶋は何も考えず、感性で体が投球に反応している」と気づいた稲尾は、自分も長嶋の体の微妙な動きから瞬時に狙い球を読みとり、球種を変更するという作戦で押さえ込むことに成功した。
マウンド上のマナーが優れていたことで知られる。イニングが終わって相手投手にマウンドを譲るときは、必ずロージンバッグを一定の場所に置き、自分の投球で掘れた部分を丁寧にならしていた。対戦した杉浦忠はこれに感銘し、真似するように努力したという。その杉浦は「しかしどうしても、私はピンチの後などにマウンドのことなど忘れてしまうことがあったのだが、稲尾は一回たりとも荒れた状態のマウンドを渡したことはなかった」と振り返っており、稲尾のマウンドマナーを絶賛している。
稲尾はピッチャーの目的として、最初は速い球を投げる、コントロールの良い球を投げると思っていたが、試合で戦ってるうちにバッターをアウトにすることが目的だと気づいたという。同様に、ランナーを出してもアウトをとり点を与えなければよく、それが防御率の良さにつながるから、ピッチャーの価値は防御率で決まると述べている。
打撃も得意としており、通算打率.189、17本塁打と、投手の打撃成績としては高い数字を残している。

### 起用法と記録
当時「エース」と呼ばれる投手は先発・リリーフの双方をこなすことが当たり前で、週2・3回の登板や連投も珍しくなかった。稲尾が42勝を挙げた1961年には登板78試合のうち先発で30試合（うち完投が25試合）、リリーフで48試合に登板している。当時は中3日で「休養十分」と見なされていたが、この年の稲尾は中3日以上空けて登板した試合はわずか18試合に過ぎなかった。逆に3連投4回を含め連投が26試合ある。
それに加え、三原脩監督が稲尾を重点的に起用する方針を採ったため、米田哲也や梶本隆夫（阪急ブレーブス）、土橋正幸（東映フライヤーズ）といった同世代のエースと比較しても稲尾の登板試合数は極端に多い。米田と土橋は共に63試合が最高で、60試合以上登板したのも共に2シーズンだけであり、梶本は68試合が最高だが60試合以上登板したのはその1シーズンのみである。これに対して稲尾は60試合以上登板したシーズンが6シーズン、そのうち70試合以上登板したシーズンが4シーズンある。特に入団初年度の1956年からは4年連続60試合登板を記録し、かつ61→68→72→75と年を経る毎に増えている。
稲尾自身は、連投も最後は習慣になっていたと述べている。連投になっても嫌だと思って投げたことは無く、ここを抑えたらチームは勝つという思いだけだったと言う。そして、3点リードしたら力を抜き、一点差になったら力を入れ、そうやって翌日の登板に備えて余力を残していたと述べている。実際に20連勝した1957年は、1点差での勝利が10試合だった。
稲尾の重点起用で西鉄が3年連続日本一という結果を出して以降、稲尾や杉浦忠（南海ホークス）、権藤博（中日ドラゴンズ）など酷使が原因による故障などで選手寿命を縮める投手が相次ぎ、これがきっかけで先発ローテーション制を整備する動きが見られるようになった。
同一シーズンでの20連勝を達成した投手は稲尾が達成してから、半世紀以上にわたって現れることがなかったが、楽天の田中将大が2013年9月6日の対日本ハム戦（札幌ドーム）で開幕20連勝を達成して肩を並べ、続く9月13日の対オリックス戦（クリネックススタジアム宮城）に勝利したことで、56年ぶりに記録を更新した。

## 人物
幼少時に父の漁を手伝った際に関西汽船の客船をよく見かけ、「自分も大きくなったら船長になりたい」という夢を抱いていたという。その後2007年6月にダイヤモンドフェリーの新造船「さんふらわあごーるど」の名誉船長に就任し、同年7月の同船の進水式にも参列した（ただし『さんふらわあごーるど』は稲尾の故郷である別府航路ではなく大分航路に就航している）。
大の酒豪であった。1958年日本シリーズでは、登板前日に泥酔して深夜に帰宅したにもかかわらず翌日のデーゲームで完投勝利している。ロッテ監督時代には酒の匂いをプンプンさせながら球場入りして選手が練習中にグラウンドで大の字になって寝転んでいた等のエピソードがある。
体型はいかついが、優しい目をしているサイに似ていたほか、私生活がサイのようにゆったりとしていたことから、親しみを込めて『サイちゃん』と呼ばれていた。温厚な性格で、東尾修、落合博満、野村克也、榎本喜八、豊田泰光、杉浦忠、権藤博、佐藤道郎、竹之内雅史、大田卓司、伊原春樹など多くの野球関係者がその人柄とエースとしての品格を賞賛している。ロッテ監督時代の教え子だった落合からは良き理解者として慕われ、稲尾がロッテ監督を退任した際、落合は「稲尾さんのいないロッテにいる必要がない」と中日ドラゴンズに移籍した（詳しくは落合の項を参照）。榎本は「本当に良いライバルでした。どんなに打たれても、あの人だけは一回もひげそりボール（ブラッシュボール）を投げてこなかったです。素晴らしい人間でした」と賞賛している。そして杉浦は「サイちゃんは成績だけじゃない。人間的にも素晴らしく、とても優しい人だった」と語っている。また稲尾は、同郷の後輩であり中日コーチ時代のチームメイトでもある大島康徳を「ヤス」と呼んで弟のように可愛がっていた。
若手時代、杉浦忠とのエース対決となった平和台野球場での対南海戦にて、0対0で迎えた8回裏に自身の先制2ラン本塁打を放った稲尾は、ベンチに帰るなり「皆さん、もう点は取らんでもいいです。明日の新聞は、投打に活躍稲尾って出ますから」と口走った。これに中西太と豊田泰光のどちらからともなく、「おい、サイ、野球は一人でやるもんと違うぞ」と言ったのが確かに聞こえたという。直後の9回表、先頭打者がサードに転がすと中西が取り損ね、続く打者をショートゴロ併殺打に打ち取ったと思いきや、今度は豊田がトンネルエラーを犯す。稲尾は「わざとエラーをしたんじゃないか」と中西と豊田に疑いの目を向けるが、両者とも「わざとじゃない」と言い張るばかりだった。その後は送りバントを自ら捕って二塁ランナーを三塁で封殺、続けて仰木彬へのセカンドゴロ併殺打に打ち取って試合を決め、完封勝利を収めた。この時は中西と豊田のエラーについて疑いが消えなかったため、三原脩監督に事の経緯を報告した。中西と豊田は試合後に「誰かからわざとエラーするように指示されたのか?」と三原に咎められたという。
後年、稲尾は上記のエピソードについて「『野球は1人でやるものじゃない』の意味が分かった。これが西鉄の愛の鞭だと思った」と語っており、以降はチームプレーについて強く考えるようになったという。信頼関係の重要性に気づいてからは「エースの品格」を自身のテーマに置くようになり、「ブラッシュボール（故意に打者に当てる球）は投げない」「次の投手にマウンドを譲るときは、自分の投球で掘れた部分を丁寧にならし、ロージンバックを一定の位置に戻す」といった行動に繋がった。稲尾は「エースと言うのはトランプで切り札の意味。20勝する人と言う意味ではなく、チームが一番苦しい時に勝てる人の事を言うのだと思う。単に勝利数ではない。相撲の横綱のように品格が求められる。さすがエースと呼ばれる人は違うな、と周りの人が思うような、人間性を伴って初めてエースと言えるのでは」と述べている。
1964年に故障して投げられなくなったことについて、稲尾は「順風満帆の人生などありえないだろうし、仮にあったとして、挫折知らずで『ナギ』続きの航路が本当に幸せかどうか。あの挫折で私は人の痛みを知ることが出来た。本当の人情に触れることができた。鉄腕のままでいたら、私はきっとおかしくなっていた」と述懐しており、「カムバック後の勝利数はちょうど昭和36年（1961年）の1年で稼いだ白星と同じだ。36年の白星は勢いに乗って無我夢中で投げているうちについてきた。それに対し昭和40年（1965年）以降、引退するまでの白星はもがきながら一つずつ、5年をかけてつかみ取ったものだ。だから自分の中では、最後の42勝が挫折前の234勝に匹敵する宝物になっている」と語っている。
豊田は国鉄時代の同僚金田正一と稲尾について、「カネやんはチームより自分本位。これで通してきたことが大きかったと思います。勝てそうな状況になると『よっしゃ、ワシが行くで』となる。私は西鉄で誰も行きたがらないしんどい場面で『私の出番でしょう』と出ていく稲尾和久の減私奉球ぶりを知っていますから。ずいぶん違うもんだなあと認識を新たにしました。まあ、カネやんとしては自分の数字がすべてということだったのでしょうね」と述べている。
西鉄・太平洋監督時代に現役選手だった竹之内雅史は「僕がスーパースターと言われる人の下で仕事させてもらったのが、稲尾さんと杉浦さんなんだけど、2人に共通しているのが、ああいう人は人の悪口を絶対に言わんね。聞いたことがない。辛抱強かったんだろうね。」と述べている。
大田卓司は「監督としてはもちろん、人間として太っ腹だった」と述べている。
伊原春樹は「私は稲尾監督に優しい言葉を掛けられた記憶しかない。覚えているのは3塁を守っていた私は小倉球場で1試合2失策を犯した。2つ目はタイムリーエラーで酷い野次も飛んで稲尾監督も「これじゃあダメだ」となったのだろう。交代を球審に告げた。すると3塁側のスタンドにいるファンが「良かった」と言いながら手を叩く。ベンチに引き揚げた私は悔しく涙が自然に頬を伝った。すると稲尾監督から「伊原、お前シュンとしているじゃないぞ。」という声が飛んだ。決して選手を孤独にさせることはなかった。」 と述べている。
ロッテ監督時代、佐藤と落合の3人で試合終了後食事をしながら反省会を行っていた。佐藤は「いつも(自身が経営する)店が始まる前に(稲尾と自分のツーショット写真に手を合わせて)語り掛けるんです。あの人は本当に神様みたいな人間性です。男が男に惚れるというのはこのことですね。球界にあらゆる曲者がいる中で、あれだけ人間的に優しく、人をだまさない人はいない」と述べている。この縁もあり落合は2004年に中日監督に就任した際、佐藤を2軍監督で呼び、2006年まで同監督を務めた。
2005年、仰木彬が亡くなり、プロ生活の大半を過ごした関西地方（場所は神戸市）でお別れ会の話が出た際、稲尾は「福岡（福岡県）は仰木さんの故郷で親類や知人も多い。神戸まで足を運べない人の為にも」と福岡・神戸でのお別れ会同時開催を提案した。この心遣いに、遺族や親類・知人からは惜しみない賛辞が贈られた。
評論家生活の傍ら、「稲尾商事」という会社を経営しており、仕事の関係で、地縁の無い大阪・朝日放送で解説者を長らく行っていた。
ロッテ監督退任後の1995年、同年7月に行われた第16回参議院議員通常選挙に、自由民主党から比例区の候補として擁立する話が同年2月には進行していたが、結果的に選挙には立候補しなかった。なお、稲尾は自民党の機関紙『自由民主』にも同党議員との対談で登場した事がある。
家族は律子夫人と4人の娘。

## 詳細情報

### 年度別投手成績
| 年 度      | 球 団      | 登 板 | 先 発 | 完 投 | 完 封 | 無 四 球 | 勝 利 | 敗 戦 | セ 丨 ブ | ホ 丨 ル ド | 勝 率 | 打 者 | 投 球 回 | 被 安 打 | 被 本 塁 打 | 与 四 球 | 敬 遠 | 与 死 球 | 奪 三 振 | 暴 投 | ボ 丨 ク | 失 点 | 自 責 点 | 防 御 率 | W H I P |
| ---------- | ---------- | ----- | ----- | ----- | ----- | -------- | ----- | ----- | -------- | ----------- | ----- | ----- | -------- | -------- | ----------- | -------- | ----- | -------- | -------- | ----- | -------- | ----- | -------- | -------- | ------- |
| 1956       | 西鉄       | 61    | 22    | 6     | 3     | 1        | 21    | 6     | --       | --          | .778  | 981   | 262.1    | 153      | 2           | 73       | 4     | 8        | 182      | 2     | 1        | 47    | 31       | 1.06     | 0.86    |
| 1957       | 西鉄       | 68    | 33    | 20    | 5     | 3        | 35    | 6     | --       | --          | .854  | 1419  | 373.2    | 243      | 14          | 76       | 8     | 7        | 288      | 1     | 2        | 72    | 57       | 1.37     | 0.85    |
| 1958       | 西鉄       | 72    | 31    | 19    | 6     | 4        | 33    | 10    | --       | --          | .767  | 1432  | 373.0    | 269      | 8           | 76       | 9     | 4        | 334      | 2     | 0        | 74    | 59       | 1.42     | 0.92    |
| 1959       | 西鉄       | 75    | 30    | 23    | 5     | 2        | 30    | 15    | --       | --          | .667  | 1568  | 402.1    | 300      | 14          | 82       | 17    | 9        | 321      | 1     | 0        | 86    | 74       | 1.66     | 0.95    |
| 1960       | 西鉄       | 39    | 24    | 19    | 3     | 3        | 20    | 7     | --       | --          | .741  | 973   | 243.0    | 211      | 15          | 51       | 4     | 4        | 179      | 0     | 0        | 80    | 70       | 2.59     | 1.08    |
| 1961       | 西鉄       | 78    | 30    | 25    | 7     | 6        | 42    | 14    | --       | --          | .750  | 1554  | 404.0    | 308      | 22          | 72       | 20    | 6        | 353      | 3     | 0        | 93    | 76       | 1.69     | 0.94    |
| 1962       | 西鉄       | 57    | 29    | 23    | 6     | 7        | 25    | 18    | --       | --          | .581  | 1276  | 320.2    | 281      | 27          | 56       | 8     | 4        | 228      | 1     | 0        | 98    | 82       | 2.30     | 1.05    |
| 1963       | 西鉄       | 74    | 34    | 24    | 2     | 5        | 28    | 16    | --       | --          | .636  | 1558  | 386.0    | 358      | 26          | 70       | 9     | 10       | 226      | 1     | 1        | 121   | 109      | 2.54     | 1.11    |
| 1964       | 西鉄       | 6     | 2     | 0     | 0     | 0        | 0     | 2     | --       | --          | .000  | 59    | 11.1     | 18       | 2           | 9        | 0     | 0        | 2        | 0     | 0        | 13    | 13       | 10.32    | 2.38    |
| 1965       | 西鉄       | 38    | 25    | 13    | 2     | 1        | 13    | 6     | --       | --          | .684  | 869   | 216.0    | 191      | 16          | 50       | 3     | 4        | 101      | 0     | 0        | 71    | 57       | 2.38     | 1.12    |
| 1966       | 西鉄       | 54    | 11    | 2     | 2     | 1        | 11    | 10    | --       | --          | .524  | 711   | 185.2    | 134      | 11          | 23       | 1     | 5        | 134      | 0     | 1        | 45    | 37       | 1.79     | 0.85    |
| 1967       | 西鉄       | 46    | 9     | 3     | 1     | 0        | 8     | 9     | --       | --          | .471  | 513   | 129.0    | 114      | 11          | 22       | 3     | 5        | 87       | 1     | 0        | 40    | 38       | 2.65     | 1.05    |
| 1968       | 西鉄       | 56    | 14    | 2     | 1     | 1        | 9     | 11    | --       | --          | .450  | 754   | 195.0    | 168      | 22          | 32       | 2     | 5        | 93       | 0     | 0        | 68    | 60       | 2.77     | 1.03    |
| 1969       | 西鉄       | 32    | 10    | 0     | 0     | 0        | 1     | 7     | --       | --          | .125  | 399   | 97.0     | 92       | 9           | 27       | 2     | 2        | 46       | 0     | 0        | 36    | 30       | 2.78     | 1.23    |
| 通算：14年 | 通算：14年 | 756   | 304   | 179   | 43    | 34       | 276   | 137   | --       | --          | .668  | 14066 | 3599.0   | 2840     | 199         | 719      | 90    | 73       | 2574     | 12    | 5        | 944   | 793      | 1.98     | 0.99    |

- 各年度の太字はリーグ最高、赤太字はNPBにおける歴代最高

### 年度別監督成績
| 年 度     | 球 団       | 順 位     | 試 合 | 勝 利 | 敗 戦 | 引 分 | 勝 率 | ゲ ｜ ム 差            | 本 塁 打               | 打 率                  | 防 御 率               | 年 齡                  |
| --------- | ----------- | --------- | ----- | ----- | ----- | ----- | ----- | ---------------------- | ---------------------- | ---------------------- | ---------------------- | ---------------------- |
| 1970年    | 西鉄 太平洋 | 6位       | 130   | 43    | 78    | 9     | .355  | 34                     | 137                    | .225                   | 4.12                   | 33歳                   |
| 1971年    | 西鉄 太平洋 | 6位       | 130   | 38    | 84    | 8     | .311  | 43.5                   | 114                    | .231                   | 4.31                   | 34歳                   |
| 1972年    | 西鉄 太平洋 | 6位       | 130   | 47    | 80    | 3     | .370  | 32.5                   | 110                    | .242                   | 4.12                   | 35歳                   |
| 1973年    | 西鉄 太平洋 | 4位       | 130   | 59    | 64    | 7     | .480  | 4位・5位               | 116                    | .239                   | 3.58                   | 36歳                   |
| 1974年    | 西鉄 太平洋 | 4位       | 130   | 59    | 64    | 7     | .480  | 3位・4位               | 90                     | .235                   | 3.46                   | 37歳                   |
| 1984年    | ロッテ      | 2位       | 130   | 64    | 51    | 15    | .557  | 8.5                    | 149                    | .275                   | 4.22                   | 47歳                   |
| 1985年    | ロッテ      | 2位       | 130   | 64    | 60    | 6     | .516  | 15                     | 168                    | .287                   | 4.80                   | 48歳                   |
| 1986年    | ロッテ      | 4位       | 130   | 57    | 64    | 9     | .471  | 13                     | 171                    | .281                   | 4.34                   | 49歳                   |
| 通算：8年 | 通算：8年   | 通算：8年 | 1040  | 431   | 545   | 64    | .442  | Aクラス2回、Bクラス6回 | Aクラス2回、Bクラス6回 | Aクラス2回、Bクラス6回 | Aクラス2回、Bクラス6回 | Aクラス2回、Bクラス6回 |

- 西鉄（西鉄ライオンズ）は、1973年に太平洋（太平洋クラブライオンズ）に球団名を変更

### タイトル
- 最多勝利：4回 （1957年、1958年、1961年、1963年） ※パ・リーグタイ記録（他は野茂英雄、涌井秀章）
- 最優秀防御率：5回 （1956年 - 1958年、1961年、1966年） ※最多記録。3年連続は最長タイ記録（他に菅野智之、山本由伸）。
- 最多奪三振：3回 （1958年、1961年、1963年）  ※ 当時連盟表彰なし、パシフィック・リーグでは、1989年より表彰
- 最高勝率：2回 （1957年、1961年）

### 表彰
- 最高殊勲選手（MVP）：2回 （1957年、1958年）
- 新人王 （1956年）
- ベストナイン：5回 （1957年、1958年、1961年 - 1963年）※歴代投手2位タイ記録（他は山田久志、斎藤雅樹、菅野智之）、パ・リーグ投手最多タイ記録（他は山田久志）、投手として3年連続は最長タイ記録（他は松坂大輔・山本由伸）。
- 野球殿堂競技者表彰（1993年）
- 最優秀投手：2回 （1957 - 1958年）
- 日本シリーズMVP：1回 （1958年）※21歳での受賞は史上最年少
- 日本シリーズ敢闘賞：2回 （1956年、1963年）※19歳での受賞は史上最年少、優勝チームからの選出(1956年)は史上唯一
- 日本シリーズ最優秀投手賞：3回 （1956年 - 1958年）
- 日本プロスポーツ大賞 功労賞 （2007年）[125]
- 旭日小綬章 （逝去日の2007年11月13日付）

### 記録
節目の記録
- 初登板：1956年3月21日、対大映スターズ1回戦（平和台野球場）
- 初勝利：1956年5月20日、対高橋ユニオンズ9回戦（川崎球場）
- 100勝：1959年6月3日、対近鉄バファロー5回戦（平和台野球場）
- 150勝：1961年6月3日、対南海ホークス8回戦（大阪スタヂアム）
- 200勝：1962年8月25日、対大毎オリオンズ16回戦（東京スタジアム）25歳2か月での名球会入会資格獲得は史上2位の年少記録[注 14]
- 250勝：1966年6月28日、対東京オリオンズ15回戦（平和台野球場）

日本プロ野球記録
- 月間11勝（1962年8月）
- シーズン42勝（1961年、ヴィクトル・スタルヒンとタイ）
- シーズン30勝以上：3年連続含む4度（1957年 - 1959年、1961年。回数、連続回数ともプロ野球記録）
- シーズン20勝以上：8年連続8度（1956年 - 1963年。8年連続はパ・リーグ記録、デビューからの8年連続はプロ野球記録。8度は米田哲也、鈴木啓示と並ぶパ・リーグタイ記録）
- シーズン20故意四球（1961年）
- シーズン同一チーム最多勝ち星12勝（1961年、近鉄戦）
- 通算勝ち越し数139（276勝137敗）

パ・リーグ記録
- 通算勝率.668
- 通算防御率1.98
- シーズン353奪三振（1961年）
- シーズン防御率1.06（1956年）
- シーズン404投球回（1961年）
- シーズン358被安打（1963年）
- 最少年間被本塁打(規定投球回以上)：2本 (1956年、2リーグ制以降最少)

日本シリーズ記録
- 通算9完投
- 通算11勝（タイ記録。他に堀内恒夫）
- シリーズ6試合登板（1956年、1958年、シリーズタイ記録。他に中村大成、藤田元司、土橋正幸、村山実、小林繁。2度記録したのは稲尾のみ。1956年はシリーズの全ての試合に登板）
- シリーズ4完投（1958年、タイ記録。他に杉下茂）
- シリーズ4勝（1958年、タイ記録。他に杉浦忠）
- シリーズ6責任投手（1958年）
- シリーズ47投球回（1958年）
- シリーズ30被安打（1958年）
- シリーズ32奪三振（1958年）
- シリーズ26イニング連続無失点（1958年、通算記録としても歴代2位）
- シリーズ12自責点（1963年、タイ記録。他に山田久志が2度）

オールスターゲーム
- オールスターゲーム出場：7回 （1957年 - 1959年、1961年 - 1963年、1966年）
- シリーズ10奪三振（1958年、2試合シリーズ記録）

その他の記録
- 投手三冠：2回 （1958年、1961年）※史上8人目、複数回の投手三冠は史上初。2度の達成は山本由伸に次ぐ歴代2位
- 投手四冠：1回 （1961年）※史上5人目、パ・リーグ初
- 20連勝（1957年、松田清と並ぶプロ野球2位）
- 同一シーズン20連勝（1957年、田中将大に次ぐプロ野球2位）

### 背番号
- 24 （1956年 - 1972年） ※埼玉西武ライオンズの永久欠番（2012年7月4日制定）
- 81 （1973年 - 1974年）
- 63 （1978年 - 1980年）
- 72 （1984年 - 1986年）

## 関連情報

### 著書・書籍
- 『臥薪嘗胆の戦士たち』（1985年5月、大阪教育図書）
- 『鉄腕一代：超人投手の豪快野球人生！』（1993年7月、ベースボール・マガジン社）
- 『生まれ変わるピッチング：勝つための野球』（2001年7月、新星出版社）
- 『神様、仏様、稲尾様：私の履歴書』（2002年2月、日本経済新聞出版社）
  - 2004年12月に加筆し同社から文庫化（日経ビジネス人文庫266）
- 『鉄腕伝説　稲尾和久 ― 西鉄ライオンズと昭和』（2007年12月、西日本新聞社）

### 映画
- 『鉄腕投手 稲尾物語』（東宝、本多猪四郎監督、1959年）

### 出演番組
- 稲尾Q談 - 1983年10月 - 1984年3月、朝日放送制作・テレビ朝日系列で日曜朝8：30 - 9：00のトーク番組。司会を担当。当時21歳の長女がアシスタントとして出演。
- この人「稲尾和久ショー」（1983年3月10日、NHK）
- 今日感テレビ
- 侍プロ野球
- RKBエキサイトナイター
- TBSラジオエキサイトナイター
- ゴールデンナイター（ABC制作分、オールスターゲームや日本シリーズではテレビ朝日の中継にゲスト解説で招かれることもあった）
- ABCフレッシュアップナイター

### CM
- キリンビール「キリンシャウト」（1994年） - 架空の球団「シャウト」の監督で出演[126]。エースピッチャー役の原田芳雄に「そろそろ変化球も覚えろよ原田」というセリフを投げかけていた。